# Royal Galipeau
Royal Galipeau (ur. 5 stycznia 1947 w St-Isidore, zm. 27 stycznia 2018 w Ottawie) – kanadyjski polityk, który był posłem do parlamentu w okręgu federalnym Ottawa-Orlean. Został wybrany po raz pierwszy na kandydata Partii Konserwatywnej w wyborach w 2006 roku i został ponownie wybrany ponownie w 2008 i 2011 roku. Był jednym z wiceprzewodniczących Izby Gmin w wyborach 2006 i 2008 roku. Został pokonany w wyborach w 2015 roku przez emerytowanego generała broni kanadyjskiej Andrew Lesliego.

## Polityka miejska i wczesna kariera
W 1982 został wybrany do Rady Miejskiej w Gloucester. W radzie miasta pomógł wprowadzić politykę zatrudniania równych szans i bezskutecznie dążył do zastąpienia terminu "starosta" neutralnym pod względem płciowym. W 1985 r. Kandydował na burmistrza Gloucester, kończąc na trzecim miejscu za radnym Harrym Allenem i tymczasowym burmistrzem Mitchem Owens. Galipeau został mianowany w 2001 r. Przez Radę nowo połączonego miasta Ottawa jako powiernika Biblioteki Publicznej w Ottawie, gdzie pomógł wprowadzić filtrowany treściowo dostęp do publicznych bibliotek miejskich w celu ochrony przed pornografią internetową na komputerach bibliotecznych. W 2004 r. Był jedynym powiernikiem poprzedniej kadencji, który został ponownie mianowany przez Radę Miejską. Dwukrotnie został wybrany na wiceprzewodniczącego Rady.
Ponadto służył w Okręgowej Radzie Zdrowia Okręgowego Ottawa-Carleton, pomagając w przygotowaniu polityki dotyczącej świadczenia usług zdrowotnych dla mniejszościowych języków. W 2005 r. Galipeau uczestniczył w pracach Komitetu ds. Oceny Środowiska Kolei Tranzytowych East-West Light Rail Transit, badając wdrożenie systemu szybkiego tranzytu przez Ottawę. Galipeau pełnił również dwie kadencje jako dyrektor TVOntario. W tej roli pomógł w uruchomieniu usługi frankofońskiej TFO.

## Polityka Federalna
Galipeau rozpoczął politykę jako liberał i pracował dla posłów Maurila Bélanger i Eugène Bellemare. Był także menedżerem kampanii dla nieudanego liberalnego kandydata w Carleton w prowincji Ontario w 1995 r. Jednak w maju 2005 r. Postanowił kandydować w wyborach konserwatystów. Ottawa-Orlean była celem konserwatywnym. W wyborach federalnych w 2004 r. Walter Robinson, czołowy szef Kanadyjskiej Federacji Podatników, nie zdołał zdobyć mandatu, przegrywając z liberalnym debiutantem Markiem Godboutem o 2,800 głosów. Galipeau wygrał wybory w 2006 roku mniej niż 2000 głosów.
Od kwietnia 2006 r. Do listopada 2008 r. Galipeau był wiceprzewodniczącym komisji ds. Całości, co pozwoliło mu zasiadać w fotelu przewodniczącego, gdy marszałek i wiceprzewodniczący byli nieobecni. W maju 2007 r. Galipeau przeprosił za incydent, w którym złamał zasady parlamentarne, przechodząc przez parkiet, by spierać się z posłem do liberalnego posła Davida McGuinty po gorącej wymianie poglądów konserwatywnego parlamentarzysty na temat praw Franfońskich.
Po ponownym wyborze w wyborach w 2008 r., Galipeau dobiegał się, aby zastąpić Petera Millikena jako przewodniczącego Izby, ale przegrał. Galipeau został ponownie wybrany w wyborach 2011 roku, ale został pokonany w wyborach federalnych w 2015 roku przez generała broni Andrew Leslie z Partii Liberalnej.
Galipeau był pro-life MP, uczestniczył i wielokrotnie uczestniczył w corocznym wydarzeniu March for Life w Campaign Life Coalition na Parliament Hill, w tym w latach 2011, 2013 i 2015.
Zdiagnozowany w 2015 roku ze szpiczakiem mnogim, formą raka, zmarł na tę chorobę 27 stycznia 2018 roku.